# ووكر باول
ووكر باول هو سياسي كندي، ولد في 20 مايو 1828 في وترفورد في جمهورية أيرلندا، وتوفي في 6 مايو 1915 في أوتاوا في كندا.